# San Juan Bautista, Coapilla
San Juan Bautista är en ort i Mexiko.   Den ligger i kommunen Coapilla och delstaten Chiapas, i den sydöstra delen av landet, 700 km öster om huvudstaden Mexico City. San Juan Bautista ligger 1 532 meter över havet och antalet invånare är 215.
Terrängen runt San Juan Bautista är varierad. San Juan Bautista ligger uppe på en höjd. Runt San Juan Bautista är det ganska tätbefolkat, med 52 invånare per kvadratkilometer. Närmaste större samhälle är Copainalá, 8,9 km väster om San Juan Bautista. I omgivningarna runt San Juan Bautista växer huvudsakligen savannskog.